# Adrian (Virginie-Occidentale)
Adrian est une census-designated place située dans le comté d'Upshur, dans l’État de Virginie-Occidentale, aux États-Unis. Lors du recensement de 2020, elle comptait 183 habitants.